# Проблема, з якою ми всі живемо
«Проблема, з якою ми всі живемо» (англ. The Problem We All Live with) — картина американського художника Нормана Роквелла, створена в 1964 році. Заввишки картина 3
фути й завширшки — майже 5 футів.

## Історія

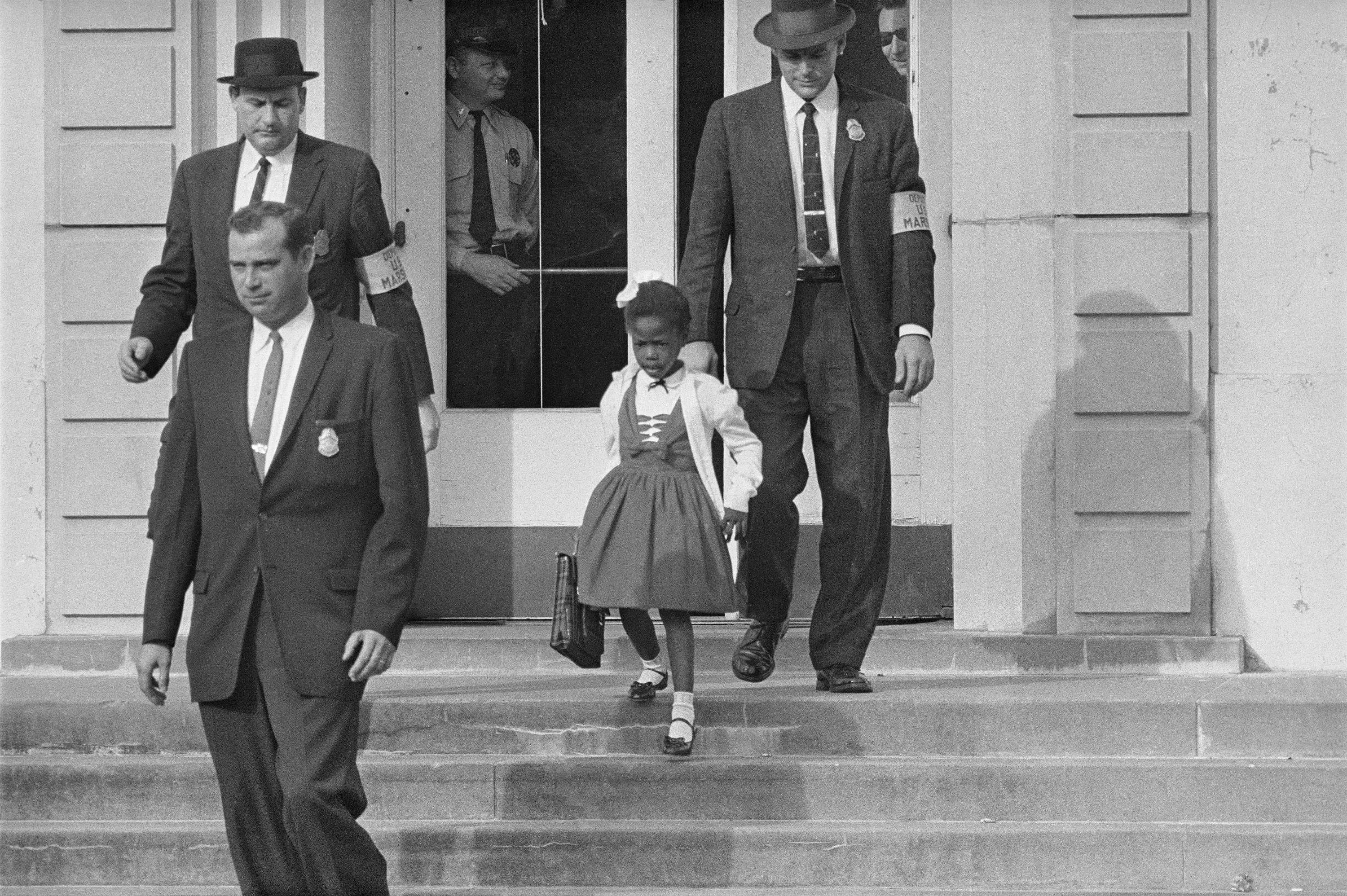
Маршали супроводжують Рубі Бріджес (1960)

Картина «Проблема, з якою ми всі живемо» Нормана Роквелла заснована на досвіді 6-річної новоорлеанської дівчинки на ім'я Рубі Бріджес, яка намагалася піти до початкової школи в 1960 році. Суди постановили інтегрувати школу, але певні члени спільноти бажали іншого.
Зображена сцена відноситься до одного з ключових моментів краху сегрегаційної системи та початку процесу встановлення расової рівноправності у південних штатах США. Зображена сцена повторювалася щодня протягом усього першого року навчання Рубі Бріджес у початковій школі Вільяма Франца. Охорона зі Служби маршалів була приставлена до школярки за наказом президента США Ейзенхауера через численні загрози розправи з боку білого населення.

## Опис
Описане відбувалося у Новому Орлеані, штат Луїзіана, в 1960 році. На картині зображена Рубі Бріджес у білій сукні, яка тримає підручники, олівці та лінійку, а за нею наймерзенніші расові епітети, які сьогодні зазвичай називають «словом на н», нашкрябані на стіні. Помідор розбився об стіну; біля одного краю стіни видно абревіатуру «ККК». На картині Роквелла не видно натовпу, який глузує з дитини та погрожує їй, коли вона йде до школи. Її супроводжують четверо чоловіків, які височіють над нею — двоє попереду і двоє ззаду. Вони є заступниками маршалів США. Їхніх облич ми не бачимо.

## Картина в Білому домі

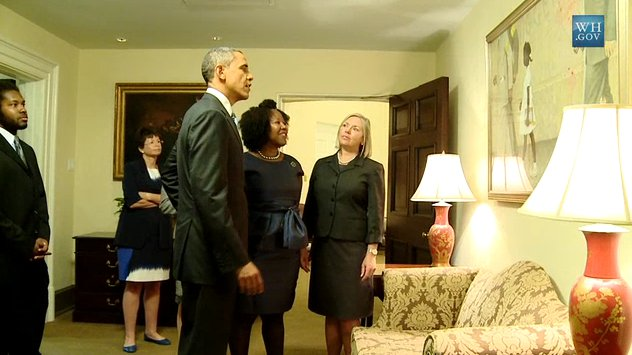
Прежидент Барак Обама й Рубі Бріджес перед картиною в Білому домі (2011)

Президент Барак Обама особисто схвалив розміщення картини в Західному крилі Білого дома. Заввишки 3 фути й завширшки майже 5 футів, картина є найяскравішим твором мистецтвом, пов'язаним з громадянськими правами, у резиденції президента США.